# Erika Blanc

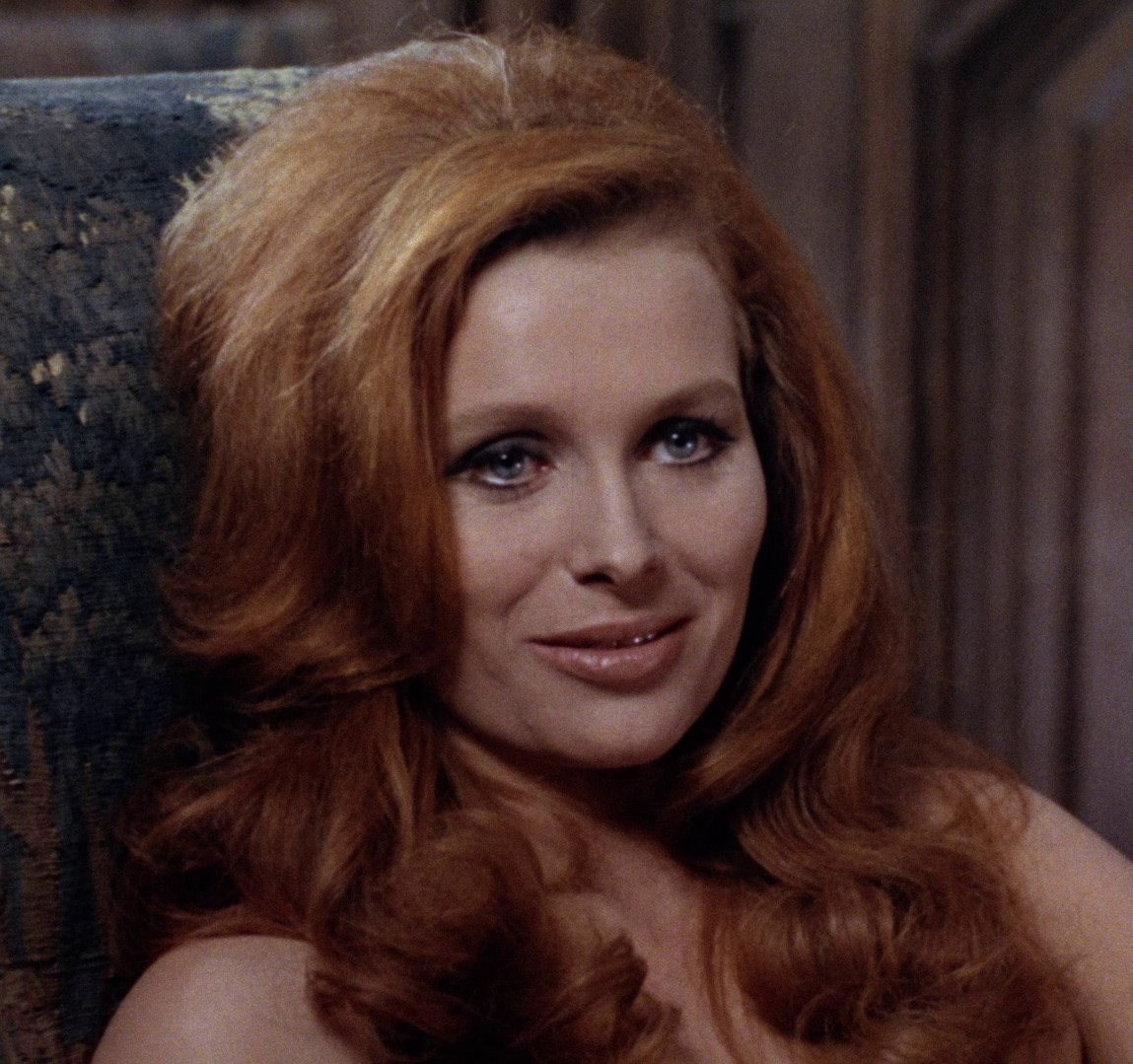
Als Lisa Müller im Horrorfilm „La Plus Longue Nuit du diable“ des Regisseurs Jean Brismée (1971)

Erika Blanc (* 23. Juli 1942 in Gargnano, Brescia, Lombardei; bürgerlich: Enrica Bianchi Colombatto) ist eine italienische Filmschauspielerin.

## Leben
Blanc arbeitete seit Mitte der 1960er Jahre, nach ihrem Umzug in die italienische Hauptstadt, im heimischen Genrekino, wo sie meist die zu rettende Schönheit oder die naive Beigabe des Helden darstellte; zu Beginn in Agentenfilmen, dann in vielen Italowestern, ab 1971 vor allem in Gialli, der italienischen Variante des Whodunit.
Mit dem Herannahen des vierzigsten Geburtstages wurden ihre Rollen rarer; seit den 1980er Jahren sah man sie nur sehr gelegentlich im Kino oder bei der RAI. Allerdings spielte sie regelmäßig Bühnenrollen und war dort in interessanten Produktionen zu sehen. Dennoch feierte sie in diesen späten Jahren ihren größten Filmerfolg: Für ihre Rolle im Film Cuore sacro (2005) wurde sie mit mehreren Preisen ausgezeichnet.
Blanc war von 1962 bis 1977 mit Regisseur Bruno Gaburro verheiratet und später mit Alberto Lionello bis zu dessen Tod liiert.

## Filmografie (Auswahl)
- 1964: Il disco volante – Regie: Tinto Brass
- 1965: Agentenfalle Lissabon (Misión Lisboa) – Regie: Tulio Demicheli
- 1965: Jack Clifton: Mission Bloody Mary (Agente 077: Missione Bloody Mary) – Regie: Sergio Grieco
- 1965: Colorado Charlie
- 1965: Das Folterhaus der Lady Morgan (La vendetta di Lady Morgan) – Regie: Massimo Pupillo
- 1966: Das dritte Auge (Il terzo occhio)
- 1966: Leise töten die Spione (Le spie uccidono in silenzio) – Regie: Mario Caiano
- 1966: Die toten Augen des Dr. Dracula (Operazione Paura) – Regie: Mario Bava
- 1966: Atom-Alarm Planquadrat goldene Sieben (Tecnica di una spia) – Regie: Alberto Leonardi
- 1966: Django – Nur der Colt war sein Freund (Django spara per primo)
- 1966: Für Dollars ins Jenseits (Deguejo)
- 1966: King hetzt sieben Killer (Un milione di dollari per sette assassini) – Regie: Umberto Lenzi
- 1966: Sartana (Mille dollari sul nero)
- 1967: Die Goldfaust von Brooklyn (El hombre del puño de oro) – Regie: Jaime Jesus Balcazar
- 1967: Feuer frei auf Frankie (Per 50.000 maledetti dollari)
- 1967: Ein Halleluja für Django (La più grande rapina del West)
- 1968: Carrera – Das Geheimnis der blonden Katze (El magnifico Tony Carrera)
- 1968: Der Coup der 7 Asse (Sette volte sette)
- 1968: Django – sein letzter Gruß (La vendetta è il mio perdono)
- 1968: Im Staub der Sonne (Spara, gringo, spara)
- 1968: Kommissar X – Drei blaue Panther
- 1968: Riusciranno i nostri eroi a ritrovare l’amico misteriosamente scomparso in Africa?
- 1969: Io, Emmanuelle
- 1969: Così dolce, così perversa – Regie: Umberto Lenzi
- 1970: Django und Sabata – wie blutige Geier (C'è Sartana… vendi la pistola e comprati la bara)
- 1970: Rancheros (La diligencia de los condenados)
- 1971: Die Grotte der vergessenen Leichen (La notte che Evelyn uscì della tomba)
- 1971: L´uomo più velenoso del cobra - Regie: Bitto Albertini
- 1972: Der lange Arm des Paten (La mano lunga del padrino) – Regie: Nardo Bonomi
- 1972: Rache in El Paso (I senza Dio)
- 1972: La rossa dalla pelle che scotta – Regie: Renzo Russo
- 1973: Hexen – geschändet und zu Tode gequält
- 1973: Die Puppe (La bambola) – Regie: Mario Foglietti
- 1973: Todeskreis Libelle (Una libelula para cada muerto) – Regie: León Klimovsky
- 1973: Tödlicher Hass (Tony Arzenta) – Regie: Duccio Tessari
- 1975: In meiner Wut wieg’ ich vier Zentner (Là dove non batte il sole)
- 1975: Die Herrenreiterin (La padrona è servita)
- 1981: Carcerato – Regie: Alfonso Brescia
- 1983: Ein Sommernachtstraum (Sogno di una notte d'estate)
- 1991: Body Puzzle – Mit blutigen Grüßen (Body Puzzle) – Regie: Lamberto Bava
- 2001: Die Ahnungslosen (Le fate ignoranti)
- 2002: Tödliche Reportage (Ilaria Alpi – Il più crudele dei giorni) – Regie: Ferdinando Vicentini Orgnani
- 2005: Sacred Heart (Cuore sacro) – Regie: Ferzan Ozpetek
- 2010: Una sconfinata giovinezza – Regie: Pupi Avati
- 2020: Free – Liberi
- 2021: Dolcemente Complicate
- 2022: Dante
- 2023: Il punto di rugiada